# Fonometar
Fonometar je instrument za merenje nivoa zvuka (nivoa buke), odnosno preciznije instrument za merenje nivoa zvučnog pritiska i prikazan je na sl.1. Termin sinonim koji je u upotrebi za ovaj instrument je i merilo (pogrešno merač) nivoa zvuka. Koristi se, istina ređe, i termin zvukomer. Pogrešno je ovaj instrument zvati sonometar.

Prefiks fono je grčkog porekla sa značenjem zvuk, glas i ne treba ga mešati sa starom fizičkom jedinicom za jačinu zvuka – phon niti pak sa rečima: osnova, suština.

Bliže opisivanje i specifikacija fonometra daje se odrednicama precizni impulsni integracioni fonometar, pri čemu je ove odrednice moguće koristiti bilo sve zajedno, bilo pojedinačno, ili u svakoj drugoj kombinaciji. Ako je fonometar označen kao precizni, on odgovara instrumentu klase 1 prema standardu , a odrednica impulsni znači da fonometar pored uobičajenih i obaveznih FAST i SLOW karakteristika ima i karakteristiku IMPULSE, dok odrednica integracioni označava da fonometar ima mogućnost merenja Leq,T u skladu sa standardom .

Napomena: Standard  nastao je objedinjavanjem standarda IEC 651 i IEC 804, koji su nešto starijeg datuma. Instrumenti starijeg datuma koriste odrednice kao na navedeni način.

## Ponderizacije kod fonometra

### Vremenska ponderizacija, vremenski ponderisani zvučni pritisak i nivo vremenski ponderisanog zvučnog pritiska
Talasna jednačina koja predstavlja osnovni model za opisivanje zvuka. Ona daje vremensku i prostornu zavisnost zvučnog pritiska. Često je moguće zvuk analizirati samo kao vremenski promenljivu veličinu. Konačno, kod tonskog signala posebno je interesantna obvojnica tonskog signala. Svaki zvuk snimljen jednim mikrofonom kao tonski zapis je takav primer.

U akustici se za formiranje obvojnice koristi postupak vremenske ponderizacije, odnosno postupak formiranja obvojnice tonskog signala. Ovakva obvojnica u dobroj meri ilustruje ono što čovečije uho stvarno čuje.

Standardizovane vremenske ponderizacije date su standardom . U upotrebi su sledeće vremenske ponderizacije: SLOW, FAST, IMPULS i {\displaystyle \tau } = 10 ms. Vremenska ponderizacija podrazumeva eksponencijalni vremenski prozor sa vremenskom konstantom {\displaystyle tau} koja za SLOW iznosi {\displaystyle \tau } = 1000 ms, za FAST {\displaystyle \tau } = 125 ms, a za IMPULS je različita pri porastu i pri opadanju signala, i iznosi {\displaystyle \tau } = 35 ms pri porastu i {\displaystyle \tau } = 1500 ms pri opadanju.

Vremensku ponderizaciju opisuje nesvojstveni integral. Vremenski ponderisani zvučni pritisak dat je izrazom:
gde je:

{\displaystyle \tau } – vremenska konstanta,

{\displaystyle \xi } – pomoćna promenljiva integracije,

p({\displaystyle \xi }) – trenutna vrednost zvučnog pritiska.

Na osnovu vremenski ponderisanog zvučnog pritiska izračunava se nivo vremenski ponderisanog zvučnog pritiska L{\displaystyle \tau }(t) prema izrazu:
Po pravilu zvučni pritisak je i frekvencijski ponderisan, pa se onda njegov nivo obeležava oznakom LAF(t), ako je pri ponderizaciji korišćena frekvencijska A ponderizacija i vremenska FAST karakteristika. Vremenski ponderisan nivo zvučnog pritiska je vremenski promenljiva fizička veličina. Umesto oznake F koriste se oznake S ili I ako se radi o vremenskoj ponderizaciji SLOW odnosno IMPULS.

Fizički smisao ovako uvedene vremenske ponderizacije je sledeći. Ako čovek čuje neki zvuk, pa on odjednom nestane, osećaj zvučnog nadražaja će još izvesno vreme trajati iako zvučni pritisak fizički više ne postoji. Koliko brzo nestaje navedeni subjektivni osećaj postojanja zvuka i po nestanku zvučnog polja predmet je bio dosta složenih ispitivanja koja su urađena sa velikom grupom ljudi, a kao posledica ovog istraživanja nastale su prvo SLOW i FAST karakteristike, a posle i IMPULSE karakteristika. Vremenska ponderizacija kao eksponencijalni prozor omogućava evidentiranje trenutno prisutnog zvuka u punoj jačini, ali pri tome se uzima u obzir i istorija zvučnog događaja. Na taj način se sva, prethodno postojeća, zvučna energija prvo oslabi po eksponencijalnom zakonu, a zatim kao kumulativ učestvuju u ukupnom zbiru.

Vremenska konstanta {\displaystyle \tau } = 10 ms koristi se za merenje vremena reverberacije.

### Frekvencijske poderizacije A, B, C, D
Čovek neće oceniti dva tona koji objektivno imaju istu jačinu kao da se radi o zvucima iste jačine ako su oni različitih frekvencija. Tako npr. ton niske frekvencije f = 63 Hz biće ocenjen znatno slabije, čak ΔL = 26 dB slabije, nego ton frekvencije f = 1000 Hz iako oni imaju (objektivno) istu jačinu. Zbog potrebe da se odredi mera koja će objektivizovati subjektivan čovekov osećaj jačine zvuka uvedena je frekvencijska ponderizacija. Pod frekvencijskom ponderizacijom podrazumeva se postupak kojim se zavisno od frekvencije smanjuje amplituda signala, tako da on bude isto ocenjen kao i signal učestanosti f = 1000 Hz. Na ovaj način ustanovljen je postupak kojim se dobija mera koja omogućava da nivo zvuka (jačina zvuka, nivo zvučnog pritiska) za dva tona različitih frekvencija budu ocenjeni kao jednake jačine saglasno čovekovoj percepciji, iako oni imaju objektivno različitu jačinu odnosno različite amplitude.

U početku razvoja akustike korišćena mera i jedinica za jačinu zvuka bio je fon. Danas se koriste najčešće dBA (decibel A), povremeno dBC i vrlo retko dBB i dBD.

Pokazuje se da nije dovoljno uvesti jednu frekvencijsku ponderizaciju, a razlog ovome je opet osetljivost čovečijeg slušnog sistema na različitim frekvencijama, ali i različita osetljivost za različite jačine zvuka. Ovo će biti ilustrovano na jednom primeru. Ton frekvencije f = 125 Hz reprodukovan objektivnom jačinom 50 dB čovek će oceniti kao subjektivnu jačinu kao 34 dB, dakle za ΔLA = 16,1 dB slabije, dok će ton iste frekvencije objektivne jačine 80 dB oceniti kao jačinu 76 dB, dakle ΔLB = 4,2 dB, a objektivnu jačinu od 100 dB oceniti upravo isto toliko za istu frekvenciju, precizno za ΔLC = 0,2 dB slabije. U primeru je primenjeno standardno zaokruživanje na celobrojne vrednosti, a slabljenja ΔL data su bez zaokruživanja.

Na ovaj način prvobitno su formirane tri skale frekvencijske ponderizacije A, B i C. Na početku primene frekvencijske ponderizacije korišćena je jedinstvena jedinica fon koja je uzimala u obzir i frekvenciju i jačinu signala, pa je primena odgovarajuće skale zavisila i od jačine, pa je ovaj način merenje predstavljao svojevrsni circulus vitiosus: merenjem je trebalo odrediti jačinu zvuka, a jačine utiče na postupak merenja. Iz tog razloga kasnije je jedinstveno definisana A ponderizacija, a samo povremeno se koristi S ponderizacija. Frekvencijska D ponderizacija uvedena je kao potreba specifičnosti koje nastaju kod avionske buke.

Na sl. 2. date su ponderizacije po A, B, C i D karakteristici.

## Standardi
1. ↑  IEC 651, Sound level meters.
2. ↑  IEC 804, Integrating-averaging sound level meters.
3. 1 2  IEC 61672, Electroacoustics-Sound level meters.